# Слаборовиці
Слаборовиці (пол. Słaborowice) — село в Польщі, у гміні Острув-Велькопольський Островського повіту Великопольського воєводства.
Населення — 375 осіб (2011).

## Демографія
Демографічна структура станом на 31 березня 2011 року:
|          | Загалом | Допрацездатний вік | Працездатний вік | Постпрацездатний вік |
| -------- | ------- | ------------------ | ---------------- | -------------------- |
| Чоловіки | 187     | 39                 | 132              | 16                   |
| Жінки    | 188     | 46                 | 108              | 34                   |
| Разом    | 375     | 85                 | 240              | 50                   |